# デビッド・ニカ
デビッド・ニカ（David Nyika、1995年8月7日 - ）は、ニュージーランドのプロボクサー。ハミルトン出身。東京オリンピックヘビー級銅メダリスト。現WBOアジア太平洋クルーザー級王者。

## 来歴

### アマチュア時代
2021年、東京オリンピックにヘビー級で出場し、準決勝でロシアのムスリム・ガジマゴメドフに1-4の判定で敗れ、銅メダルを獲得した。なお、1回戦でモロッコのユネス・バーラと対戦した際に、3回にバーラがニカの耳を噛みつこうとする騒動が起こった。

### プロ時代
2021年2月27日、オークランドのベクター・アリーナでプロデビュー戦を行い、初回29秒KO勝ち。
2024年5月18日、リヤドのキングダム・アリーナにてタイソン・フューリー対オレクサンドル・ウシクの前座でマイケル・ザイツとIBFインターコンチネンタルクルーザー級王座決定戦を行い、4回2分45秒TKO勝ちを収め王座獲得に成功した。
2024年9月15日、オークランドのヴァイアダクト・イベント・センターでトミー・カーペンシーとIBFインターコンチネンタルクルーザー級タイトルマッチおよびWBOアジアパシフィック同級王座決定戦を行い、3回1分13秒TKO勝ちを収めIBFインターコンチネンタル王座の初防衛とWBOアジアパシフィック王座獲得に成功した。
2025年1月8日、クイーンズランド州ゴールドコーストのゴールドコースト・コンベンションセンターでIBF世界クルーザー級王者のジェイ・オペタイアとIBF世界同級タイトルマッチを行うも、プロ初黒星となる4回2分17秒KO負けを喫し王座獲得に失敗した。なおオペタイアは当初IBF世界同級1位の指名挑戦者であるフセイン・シンカラと対戦する予定だったが、シンカラが足首を負傷し靭帯損傷により全治3ヶ月と診断されたため欠場、その後同級11位のニカが代役出場する形でオペタイアに挑戦することとなった。

## 戦績
- プロボクシング：11戦 10勝 (9KO) 1敗

| 戦           | 日付           | 勝敗 | 時間    | 内容    | 対戦相手               | 国籍             | 備考                                                                 |
| ------------ | -------------- | ---- | ------- | ------- | ---------------------- | ---------------- | -------------------------------------------------------------------- |
| 1            | 2021年2月27日  | ☆    | 1R 0:29 | KO      | ジェシー・マイオ       | ニュージーランド | プロデビュー戦                                                       |
| 2            | 2021年12月18日 | ☆    | 1R 終了 | TKO     | アンソニー・カーピン   | フランス         |                                                                      |
| 3            | 2022年6月5日   | ☆    | 5R      | 判定3-0 | カリム・マータラ       | イタリア         |                                                                      |
| 4            | 2022年7月2日   | ☆    | 2R 0:59 | TKO     | ルイ・マースターズ     | オーストラリア   |                                                                      |
| 5            | 2022年10月16日 | ☆    | 2R 2:35 | KO      | ティティ・モツサガ     | ニュージーランド |                                                                      |
| 6            | 2023年5月24日  | ☆    | 4R 2:22 | TKO     | ルイ・マースターズ     | オーストラリア   |                                                                      |
| 7            | 2023年7月28日  | ☆    | 2R 2:14 | TKO     | ワイカト・ファレフェヒ | オーストラリア   |                                                                      |
| 8            | 2023年11月3日  | ☆    | 3R 1:00 | TKO     | ロバート・べリッジ     | ニュージーランド |                                                                      |
| 9            | 2024年5月18日  | ☆    | 4R 2:45 | TKO     | マイケル・ザイツ       | ドイツ           | IBFインターコンチネンタルクルーザー級王座決定戦                      |
| 10           | 2024年9月15日  | ☆    | 3R 1:13 | TKO     | トミー・カーペンシー   | アメリカ合衆国   | WBOアジア太平洋クルーザー級王座決定戦 IBFインターコンチネンタル防衛1 |
| 11           | 2025年1月8日   | ★    | 4R 2:17 | KO      | ジェイ・オペタイア     | ニュージーランド | IBF世界クルーザー級タイトルマッチ                                    |
| テンプレート |                |      |         |         |                        |                  |                                                                      |

## 獲得タイトル
- IBFインターコンチネンタルクルーザー級王座
- WBOアジア太平洋クルーザー級王座